# Кофас
Кофас е глобален кредитен застраховател, който предлага решения на компаниите, благодарение на които ги предпазва от риска от наплащане от страна на техните клиенти, както на вътрешния, така и на международния пазар. В допълнение към кредитното застраховане, Кофас предлага и услуги по събиране на вземания и бизнес информация.
Създаден през 1946 г., Кофас е листнат на фондовата борса Euronext в Париж през 2014 г. 4100 служители в 66 държави предоставят обслужване на локално ниво по целия свят. Всяко тримесечие Кофас публикува своите оценки на страновия риск за 160 държави въз основа на своите познания за поведението на компаниите при плащанията, както и на експертизата на своите служители.

## История
Кофас е основан през 1946 г. като френска компания, специализирана в застраховането на експортни кредити.
През 90-те години Кофас се развива в международен план чрез вътрешен и външен растеж, посредствм придобиване на кредитни застрахователни компании и чрез създаване на нови дъщерни дружества или клонове. Външните придобивания включват La Viscontea през 1992 г. (италианска компания за безопасност и застраховане на кредитен риск), London Bridge Finance през 1993 г. (финансова компания от Обединеното кралство, предоставяща застрахователни услуги), Allgemeine Kredit през 1996 г. (немска компания, предоставяща опции за вътрешно и експортно кредитно застраховане) и Osterreichische Kreditversicherung в 1997 г. (австрийска застрахователна компания) заедно с придобиването на континенталното портфолио в САЩ през 2002 г. Международното развитие на Групата включва и създаването на мрежа от партньори на Кофас през 1992 г., което ѝ позволява да сътрудничи с общозастрахователни групи и банки, особено на развиващите се пазари.
През 2002 г. Natixis става мажоритарен акционер на Кофас.
През 2014 г. Кофас се листва на парижката фондова борса ( Euronext Paris, CAC Small .
През 2016 г. Кофас прехвърля дейността по държавните гаранции на публичната банка Bpifrance, като по този начин сложи край на дейността на Кофас за френската държава. 
През 2018 г. Кофас обявява придобиването на PKZ, пазарен лидер в кредитното застраховане в Словения и дъщерно дружество на SID Bank16. 
На 25 февруари 2020 г. Natixis обявява, че е подписала споразумение за партньорство с Arch Capital Group относно продажбата на 29,5% от капитала на Кофас за 480 милиона евро.  На същия ден Кофас обявява новия си стратегически план Build to Lead, който има за цел до 2023 г. да засили управлението на риска и да подобри търговската и оперативната ефективност на групата. 
През юли 2020 г. Кофас финализира придобиването на GIEK Kredittforsikring AS с цел укрепване на пазарната си позиция в Северна Европа. 
Към 2021 г. Групата е представена пряко или косвено в 100 държави. 

## Дейност
Кофас е кредитен застраховател, опериращ в световен мащаб, като предлага на компаниите решения, които да ги защитят от риска от неплащане на техните клиенти, както на вътрешния, така и на експортния пазар. В допълнение към кредитната застраховка, Кофас предлага и услуги по събиране на вземания и бизнес информация.

### Кредитна застраховка
Една компания изпраща поръчка на нов клиент в развиващ се пазар. Ако клиентът не плати в уговорения срок, компанията е изправена пред риск от изпадане в несъстоятелност или дори фалит . Кредитното застраховане помага на компаниите да избегнат този риск.
Кредитният застраховател оценява финансовото здраве на клиентите на компаниите въз основа на анализ в реално време на държавния, секторния и кредитния риск и предоставя информация, която позволява трансакциите да се извършват по-сигурно. Кредитният застраховател предупреждава компаниите за всякакви промени във финансовото състояние на техните клиенти. Ако се установи риск, кредитният застраховател събира вземанията от тяхно име и гарантира изплащането на търговските вземания.
Предоставяйки тази гаранция, кредитната застраховка може да осигури и по-добри условия за кредитиране и заем от банките.

### Събиране на вземания
Събирането на търговски вземания е от ключово значение за доброто управление на бизнес риска. Тази услуга, предлагана от Кофас, може да спомогне за поддържането на отношенията между длъжника и кредитора, като позволява възобновяване на бизнеса в бъдеще.

### Бизнес информация
За да се предотврати рискът от неплащане, е важно да се събере качествена информация за клиентите и средата, в която оперират. Анализът на тази информация служи като база за вземане на решения. Кофас предлага различни информационни услуги, които варират от предоставяне на сурови данни до препоръки за поемане на риск за всяка компания в света. Информацията се събира и анализира на множество нива: информационни доклади, синтезирани показатели за единичен и глобален риск и различни инструменти за препоръки за поемане на риск.
Компаниите също могат да предприемат директен маркетинг в интересни насоки с оценка на кредитния риск.

### Икономически изследвания
Отделът за икономически изследвания на Кофас анализира страновите и секторните рискове и корпоративната несъстоятелност по целия свят. Тези проучвания са публикувани на уебсайтовете на Кофас, заедно с прогнози за международни или бизнес рискове. Всяка година Кофас публикува своя Country & Sector Risk Handbook, предоставяйки анализ на икономическите перспективи за 162 държави и 13 глобални сектора.
Отделът за икономически изследвания на Кофас се състои от 12 икономисти в 6 региона по света и се ръководи от Жулиен Марсили. В Кофас работят и 230 кредитни анализатори, специализирани по бизнес сектор.

## Оценки на страновия риск
Анализът на страновия риск на Кофас дава възможност на компаниите да оценят риска от изпадане в несъстоятелност на бизнеса в дадена държава и да оценят цялостното качество на бизнес средата в държавата, в която възнамеряват да изнася стоки или услуги.
Кофас определя рейтинг на всяка от 162-те държави, за които осъществява мониторинг. Този рейтинг отразява средния риск от краткосрочно неплащане за компании в дадената държава. Използва се осембална система:
- А1: много нисък риск
- А2: нисък риск
- A3: напълно приемлив риск
- A4: приемлив риск
- B: значителен риск
- C: висок риск
- D: много висок риск
- E: екстремен риск

Кофас публикува своите оценки на риска за всяка държава на тримесечие. 

## Централен офис
Централният офис на Кофас се намира в Bois-Colombes в Париж, в близост до бизнес центъра La Défense .

## Еквивалент в света
- Германия: Euler Hermes
- САЩ: Export-Import Bank of the United States
- Обединено кралство: UK Export Finanсе
- Италия: Servizi Assicurativi del Commercio Estero